# Partenza scout
La Partenza è il momento con cui un Rover o una Scolta conclude il proprio cammino educativo nell'ambito dello scautismo.

## Caratteristiche
La cerimonia della Partenza non è obbligatoria. Nell'ambito scout, essa assume il significato di espressione della consapevolezza di essere in grado di proseguire il proprio cammino nella società da soli, manifestando nella vita di tutti i giorni lo "stile" maturato tramite l'esperienza scout che si è vissuta.
Non esistono cerimonie diverse da quella della Partenza. Relativamente al "Saluto" ovvero all'uscita dal Clan senza effettuare la partenza l'articolo 32 ultimo comma recita: Coloro che hanno fatto, invece, scelte diverse abbandonano il Clan circondati dalla fraternità di tutto il Clan/Fuoco con le modalità che volta per volta stabilisca la Comunità stessa. Non esiste pertanto una cerimonia specifica per il saluto. Il saluto se è determinato da una seria valutazione in merito ai valori proposti dallo scautismo, quando non più totalmente condivisibili, ha una dignità pari a quella della partenza poiché si può parlare di scelta matura.
I valori e le modalità della Partenza differiscono a seconda delle varie associazioni.

## La partenza nell'AGESCI
Nell'Associazione Guide e Scouts Cattolici Italiani (AGESCI), con la Partenza, una persona dichiara di essere capace di fare delle scelte significative per la propria vita (Scelta di Servizio, Scelta di Fede, Scelta Politica), rimanendo sempre fedele alla Promessa Scout e alla Legge Scout e di partire per il mondo (nella propria quotidianità) testimoniando il proprio essere scout. 
Il/La giovane può chiedere la partenza fra i 20 ed i 21 anni d'età, al termine del cammino nella branca Rover/Scolte.
Alcuni, dopo aver preso la partenza, chiedono di rientrare nell'AGESCI come capi, cioè come adulti educatori. A differenza di quanto si potrebbe pensare, questa decisione non è scontata e dipende dalle attitudini personali anche se durante la permanenza nel Clan/Fuoco hanno già sperimentato, come Rover/Scolta nelle branche inferiori, il servizio.

## La partenza nella FSE
Nell'Associazione italiana guide e scouts d'Europa cattolici (FSE), il Rover o la Scolta riceve le insegne di R-S, sigla di Rover-Scout (per gli uomini) o Rendere Servizio (per le donne). Gli R-S rappresentano, nell'intento dello statuto dell'FSE, il buon cristiano ed il buon cittadino. 
La Partenza può essere richiesta al Capo Clan/Fuoco una volta che il Rover o la Scolta, intorno ai 21-22 anni, ha vissuto con coerenza e continuità almeno 5 anni di vita di Clan o Fuoco. Il Rover o la Scolta che ha raggiunto l'età di 23 anni senza aver conseguito la Partenza esce comunque dal Clan o dal Fuoco.
Dopo la Partenza, L'R-S continua la propria opera di apostolato assumendosi un impegno di servizio concreto (intra o extra-associativo).

## La partenza nel CNGEI
La partenza nel Corpo nazionale giovani esploratori ed esploratrici italiani (CNGEI) avviene quando il/la ragazzo/a sente di aver completato il suo cammino all'interno del gruppo e di essere pronto/a ad affrontare nuove sfide. Può essere richiesta a 19 anni. Il rover si impegna ad obbedire lo spirito della legge, della promessa e della carta di compagnia nella vita di tutti i giorni. Qualora dovesse ritenere di restare in associazione in qualità di senior e/o per un futuro impegno come capo educatore, rientrerà all'interno della sezione come socio adulto.

## La cerimonia
La cerimonia è strutturata secondo le tradizioni di ciascun gruppo scout, ma in generale è composta da diversi momenti (riflessioni, letture, preghiere) e nel suo insieme rappresenta il momento di più grande testimonianza che ogni Rover/Scolta lascia alla sua comunità e che a sua volta riceve dalle persone con cui ha condiviso il cammino scout; inoltre è ancora una volta l'occasione per i più giovani di verificare il proprio percorso personale. Spesso il Rover/la Scolta in Partenza legge davanti alla Comunità la sua "Lettera della Partenza" una lettera in cui dichiara il senso e significato delle sue Scelte.
Dopo la cerimonia, il Rover o la Scolta in partenza compie, su indicazioni dei capi, il suo ultimo hike, l'ultimo tratto di Strada in stile scout, compiendo il suo percorso in assoluta solitudine. Con sé porta poche cose, quelle essenziali (cibo, acqua, qualche indumento). L'hike è da sempre momento privilegiato di riflessione personale e introspezione e così, il Rover/la Scolta, ha tempo e modo di ripensare alle scelte che sta per compiere.

### Partecipanti
Alla cerimonia della Partenza, l'ultima nel percorso educativo di uno scout, dovrebbe partecipare esclusivamente la comunità del Clan/Fuoco della quale fa parte il Rover e la Scolta; in alcuni gruppi è tradizione che partecipi anche l'intera Comunità Capi, come simbolo di una presenza educativa che ha accompagnato la persona per tutto il suo cammino scout (mentre spesso si dà la possibilità al partente di invitare persone extra associative, come compagni di strada che hanno già preso la partenza o che hanno terminato il loro percorso scout).
La cerimonia dovrebbe essere individuale e personale poiché è personale il cammino di ogni ragazzo che arriva alla Partenza. Spesso questo si scontra con realtà dove tanti ragazzi arrivano alla Partenza nello stesso periodo ed, essendo difficile calendarizzare tante cerimonie individuali, si opta per raggruppare le scelte di vari ragazzi in un'unica cerimonia.

### Simboli
Durante la Cerimonia il Rover/la Scolta riceve dei simboli dalla comunità di Clan/Fuoco che sta abbandonando. Alcuni simboli sono più frequenti perché fanno riferimento allo scautismo in generale e al cammino percorso in associazione; altri possono essere più "personali", riferiti allo specifico cammino di quel Rover o di quella Scolta
Tra i simboli più comuni troviamo:
- forcola: un bastone a forma di Y, (come una fionda), simbolo della branca Rover/Scolte, della capacità di fare scelte importanti per la propria vita. Teoricamente dovrebbe essere un bastone utile nel cammino sulla falsariga di quello dei pellegrini ma, ultimamente, esso è diventato un oggetto dal grande valore puramente simbolico e viene per ciò arricchito con dettagli incisi (come il nome del Partente, la data della Cerimonia e due/tre simboli che descrivono la persona o ricordano momenti significativi vissuti assieme alla comunità. rappresenta la strada che inevitabilmente conduce a un bivio davanti al quale divergono due strade: una corta e facilmente percorribile, l'altra lunga e piena di insidie ma che porta dritta al vero successo della vita, la felicità.
- pane: il pane dell'ospitalità, quello che si divide; è il pane per la route e per la Messa; rappresenta la comunità e ciò che la unisce sia in cielo sia in terra.
- sale: un pugnetto di sale per ricordare di essere "il sale della terra"; rappresenta un auspicio di diventare persone che sanno dare sapore alle cose nonché persone che sanno riconoscere il valore delle cose.
- mazzo di fiori: simboleggiano la gratuità e la disponibilità a spendersi nel servizio oltre che alla bellezza e alla gioia che ne derivano.
- croce: simboleggia l'esempio di Gesù Cristo a cui tendere nella propria vita.

Altri simboli usati:
- fiaccola/lanterna: simbolo della presenza di Gesù come luce che guida sul cammino della vita
- accetta e bussola: simboli della capacità di orientarsi e farsi Strada nella vita in completa autonomia e responsabilità
- nastri omerali: rappresentano i colori delle tre branche. Il giallo, segno di gioia dei Lupetti e delle Coccinelle; il verde, segno dell'avventura degli Esploratori e delle Guide; il rosso, segno del servizio dei Rovers e delle Scolte
- granelli di senape: il seme più piccolo da cui nasce la pianta più folta
- una moneta: ricorda l'ambivalenza di ogni cosa umana; e in primo luogo, che il mondo in cui ci si impegna è una terra di ombra e di luce, di peccato e di grazia, che esige la propria partecipazione
- Bibbia: Per aiutare ad uniformare la strada a quella che Gesù Cristo ha percorso durante la Sua vita terrena (Oggetto solitamente consegnato dai capi del Clan/Fuoco)